# شون هادلي
شون هادلي (بالإنجليزية: Shaun Hadley)‏ هو لاعب كرة قدم بريطاني في مركز الهجوم، ولد في 6 فبراير 1980 في برمنغهام في المملكة المتحدة. لعب مع نادي توركي يونايتد.

## وصلات خارجية
- شون هادلي على موقع Soccerbase.com (لاعب) (الإنجليزية)